# رود چینا
رود چینا (انگلیسی: Chyna) یک رودخانه در استان یاقوتستان کشور روسیه است.